# 中沙大橋
中沙大橋是臺灣的一座公路橋樑，連結彰化縣溪州鄉與雲林縣西螺鎮，全長2,345公尺，橋樑跨越濁水溪。1978年建成時為台灣第一長橋，2004年才被福爾摩沙高速公路龍井交流道至烏日交流道的高架橋（約25公里）所超越。

## 名稱
原訂名濁水溪橋，現名「中沙」二字的「中」是指中華民國，而「沙」則是指中華民國當時的邦交國沙烏地阿拉伯王國，由於沙烏地阿拉伯以無息貸款予中華民國3,000萬美元，使此橋得以興建，因此完工後奉行政院核定命名為中沙大橋來表彰紀念，並在南邊的西螺服務區南站設有時任行政院院長孫運璿題字「友誼永存」紀念碑。

## 歷史
中沙大橋於1976年4月開工，是中山高速公路興建工程中最艱難的一段，也因如此，中山高速公路全線完工後的通車典禮也選擇在此橋舉辦，橋與整段高速公路一同完工（1978年10月31日）、一同正式啟用。
中沙大橋的結構工程是使用預力空心基椿及預力樑的設計手法，但該橋完工已40餘年，1999年九二一大地震後進行防震補強工程，2007年隨中山高速公路員林至高雄路段擴寬工程後也完成了拓寬與改建工作。